# From Mao to Mozart: Isaac Stern in China
From Mao to Mozart: Isaac Stern in China è un documentario del 1981 diretto da Murray Lerner vincitore del premio Oscar al miglior documentario.